# Keitai
Keitai (継体天皇, Keitai-tennō, che regnò con il nome Ohodo (Ōdo?); 450? – Sakurai, 531?) conosciuto anche come Keitai-Ōkimi, è stato il 26º imperatore del Giappone secondo il tradizionale ordine di successione.
Nessuna data certa può essere assegnata al suo regno, ma si ritiene che abbia governato nella prima metà del VI secolo.
Gli eventi e le date che lo riguardano sono riportate negli Annali del Giappone (Nihongi o Nihonshoki?, 日本紀) e nelle Cronache degli antichi eventi (Kojiki?, 古事記), testi che furono compilati all'inizio dell'VIII secolo.
Secondo alcuni storiografi, può essere considerato il primo imperatore della seconda dinastia che ha regnato in Giappone. Il suo predecessore, l'imperatore Buretsu, morì senza avere avuto figli, e Keitai, pur avendo tra i suoi antenati l'imperatore Ōjin, prima di accedere al trono del Crisantemo era diventato sovrano del regno di Koshi e fu quindi considerato il capostipite della nuova dinastia.

## Biografia
I due antichi testi che riportano notizie sulla sua vita presentano profonde discrepanze sulle date, mentre i Nihongi riportano che nacque nel 450 e morì tra il 531 ed il 534, i Kojiki datano la nascita al 485 e la morte al 527.
Secondo il Kojiki, era chiamato Principe Ohodo (Ōdo no Mikoto?, 袁本杼命), mentre secondo il Nihongi era chiamato Re Ohodo (Ōdo no Kimi?, 男大迹王), o anche Principe Hikofuto (Hikofuto no Mikoto?, 彦太尊). Si ipotizza che, prima di diventare sovrano di Yamato, fosse salito al trono del piccolo regno di Koshi, situato nella zona delle odierne prefetture di Niigata e Toyama.
Keitai era figlio del principe Hikoushi, discendente di quarta generazione dell'imperatore Ōjin, e della Principessa Furu, discendente di settima generazione dell'imperatore Sujin. L'imperatore Buretsu morì senza lasciare eredi nel 507 ed i principali suoi ministri individuarono Keitai come discendente della casa imperiale. Questi si era distinto per la sua saggezza e magnanimità, ed ottenne così l'unanime consenso dei ministri.
Fu prelevato dagli incaricati a Koshi e portato a Yamato, e fu subito nominato sovrano. Ascese al trono il quarto giorno del secondo mese del 507.
Non regnò con l'attuale titolo imperiale di "sovrano celeste" (tennō?, 天皇), che secondo buona parte della storiografia fu introdotto per il regno dell'imperatore Tenmu. Il suo titolo fu "grande re che governa tutto quanto sta sotto il cielo" (Sumeramikoto o Amenoshita Shiroshimesu Ōkimi?, 治天下大王), oppure anche "grande re (Ōkimi) di Yamato" (ヤマト大王/大君).
I clan dell'antica provincia di Yamato, che corrisponde all'attuale prefettura di Nara, costituirono il regno che, nel periodo Kofun (250-538), si espanse conquistando buona parte dei territori delle isole di Honshū, Kyūshū e Shikoku. A seguito di tali conquiste, ai sovrani di Yamato fu riconosciuto il titolo di "grande re" (Ōkimi?, 大王) di Yamato. Fu solo a partire dal VII secolo che il "grande regno" venne chiamato impero, ed il titolo di imperatore fu esteso a tutti i sovrani precedenti della dinastia.
Quando salì al trono, Keitai spostò la corte nel nuovo palazzo Kusuba a Hirakata, a pochi chilometri dal precedente palazzo imperiale, che si trovava a Sakurai, secondo la tradizione che vedeva di cattivo auspicio per un imperatore giapponese risiedere nello stesso palazzo del defunto predecessore.
Il mese dopo il suo insediamento, per cementare i legami di parentela con la dinastia sovrana, si sposò con la principessa Tashiraka, figlia dell'imperatore Ninken, che divenne la sua imperatrice consorte e gli avrebbe dato il futuro imperatore Kinmei. Nel primo anno di regno sposò altre otto mogli di grado minore, una delle quali gli diede altri due futuri imperatori: Ankan e Senka.
Nei primi anni di regno, Keitai rafforzò i legami di amicizia di Yamato con il regno di Baekje e la confederazione di Gaya, entrambi nel sud della penisola coreana. Al contrario del predecessore Buratsu, dipinto come uno scellerato dai Nihongi, Keitai fu un fervente religioso e si adoperò con successo per risollevare l'economia rurale dello stato. Nel 511, la capitale fu trasferita a Kyōtanabe, nell'odierna prefettura di Kyōto, dove fu costruito il nuovo palazzo imperiale chiamato Tsutsuki.
Oltre che aver garantito il benessere ai suoi sudditi, Keitai fu anche attento alle novità culturali. Il re di Baekje, a titolo di tributo, inviò alla corte degli Yamato uno studioso dei Cinque Classici, antichi testi considerati alla base del pensiero confuciano.
La capitale fu spostata altre due volte durante il regno di Keitai, nel 518 fu portata a Nagaokakyō, nei pressi di Kyoto, con la corte che si insediò nel palazzo Otokuni, mentre nel 526 fu riportata nella provincia di Yamato, a Sakurai, dove venne costruito il nuovo palazzo Iware no Tamaho.
Negli ultimi anni di regno, Keitai inviò le sue armate a sedare una rivolta guidata da un governatore di Kyūshū. La dura battaglia si risolse in favore degli Yamato e le perdite totali furono di 10.000 uomini. Nel sud della Corea, frequenti furono gli interventi dei generali di Yamato per garantire la pacifica convivenza tra gli irrequieti regni locali.
Keitai cadde malato e poco dopo morì nel suo palazzo, il settimo giorno del secondo mese del venticinquesimo anno del suo regno, nel 531, all'età di 82 anni. Poche ore prima di morire abdicò in favore del figlio Magari no Ōe, che divenne l'imperatore Ankan. Keitai è tuttora venerato nel tumulo (kofun) Mishima no Aikinu no misasagi a lui dedicato, che si trova ad Ibaraki, nella prefettura di Osaka.

## Discendenza
Keitai ebbe 9 mogli, la prima, che divenne imperatrice consorte, ed altre otto di livello minore:
- Imperatrice consorte Tashiraka no Himemiko (手白香皇女), figlia dell'imperatore Ninken
  - Principe Amekunioshiharakihironiwa (天国排開広庭尊), che diventerà l'imperatore Kinmei
- Menokohime (目子媛)
  - Principe Magari no Ōe (勾大兄皇子), il futuro imperatore Ankan
  - Principe Hinokuma no Takata (檜隈高田皇子), il futuro imperatore Senka
- Wakakohime (稚子媛)
  - Principe Ōiratsuko (大郎皇子)
  - Principessa Izumo (出雲皇女)
- Hirohime (広媛), figlia di Sakata no Ōmata (坂田大跨王)
  - Principessa Kamusaki (神前皇女)
  - Principessa Manta (茨田皇女)
  - Principessa Umaguta (馬来田皇女)
- Ominoiratsume (麻績娘子)
  - Principessa Sasage (荳角皇女)
- Sekihime (関媛)
  - Principessa Manda no Ōiratsume (茨田大娘皇女)
  - Principessa Shirasaka no Ikuhihime (白坂活日姫皇女)
  - Principessa Ono no Wakairatsume (小野稚娘皇女)
- Yamatohime (倭媛)
  - Principessa Ōiratsume (大郎子皇女)
  - Principe Maroko (椀子皇子)
  - Principe Mimi (耳皇子)
  - Principessa Akahime (赤姫皇女)
- Haehime (荑媛)
  - Principessa Wakayahime (稚綾姫皇女)
  - Principessa Tubira no Iratsuko (円娘皇女)
  - Principe Atsu (厚皇子)
- Hirohime (広媛), figlia di Ne (根王)
  - Principe Usagi (菟皇子)
  - Principe Nakatsu (中皇子)